# Петрук Віра Андріївна
Петрук Віра Андріївна (нар. 3 серпня 1954 р. с. Нова Када Куйтунського району Іркутської області) — українська науковиця, професорка кафедри вищої математики Вінницького національного технічного університету (2007), доктор педагогічних наук (2008), академік Академії наук прикладної радіоелектроніки, відмінник освіти України (2015), заслужений працівник освіти України (2021), перший представник України у Всесвітній асоціації інноваційних методів навчання WACRA.

## Життєпис
Віра Андріївна Петрук народилася 3 серпня 1954 р. с. Нова Када Куйтунського району Іркутської області у сім'ї вчителів. У 1971 році закінчила середню школу в м. Ангарськ Іркутської області. У 1971 році вступила до Іркутського державного університету ім. А. О. Жданова на математичний факультет.

## Професійна діяльність
- 1976-1978 - викладачка математики міського професійно-технічного училища № 32 у м. Ангарська, Іркутської області
- 1978 - асистентка кафедри вищої математики Братського філіалу Іркутського політехнічного інституту
- 1979 - асистентка, молодший науковий співробітник кафедри вищої математики радіотехнічного факультету Вінницького політехнічного інституту (ВПІ)
- 1986-1989 - аспірантка заочної форми навчання Науково-дослідного інституту педагогіки УРСР
- 1990-1994 - старша викладачка вищої математики ВПІ
- 1994 - доцент кафедри вищої математики Вінницького державного технічного університету (ВДТУ)
- 2002 - науковий співробітник за сумісництвом кафедри вищої математики ВДТУ
- 2005-дотепер - професор кафедри вищої математики Вінницького національного технічного університету (ВНТУ)
- 2009 - заступник директора Інституту довузівської підготовки з виховної роботи ВНТУ

## Наукові ступені та вчені звання
1989 — присуджено науковий ступінь кандидата педагогічних наук
1995 — присвоєно вчене звання доцента кафедри вищої математики
2007 — присвоєно вчене звання професора (за винятком) кафедри вищої математики
2008 — присуджено науковий ступінь доктора педагогічних наук зі спеціальності "Теорія і методика професійної освіти".

## Звання та нагороди
- 1987 — нагороджена бронзовою медаллю ВДНГ СРСР за досягнуті успіхи в розвитку народного господарства СРСР (Посвідчення № 70700)
- 2001 — член-кореспондент Міжнародної академії наук прикладної  радіоелектроніки (АНПРЕ)
- 2008 — академік Академії наук прикладної  радіоелектроніки
- 2008 — нагороджена Почесною грамотою Управління освіти і науки Вінницької обласної державної адміністрації за сумлінну, творчу працю, особисті досягнення у науково-дослідницькій роботі та з нагоди свята - Дня науки
- 2009 — нагороджена Почесною грамотою Вінницького національного технічного університету за багаторічну сумлінну працю у колективі університету та з нагоди 55-річчя
- 2010 — нагороджена Почесною грамотою Управління освіти і науки Вінницької обласної державної адміністрації за багаторічну сумлінну, творчу працю, досягнуті успіхи у навчанні і вихованні студентської молоді та з нагоди 50-річчя від дня заснування навчального закладу
- 2010 — нагороджена Грамотою з нагоди 50-річчя Вінницького національного технічного університету за значні досягнення в розбудові університету
- 2010 — нагороджена Почесною грамотою Міністерства освіти та науки України за багаторічну сумлінну працю, вагомий особистий внесок у розвиток наукової сфери та з нагоди Дня науки
- 2012 — нагороджена медаллю «20 років АН ПРЕ» за видатні заслуги в науці і техніці рішенням Президії Академії наук прикладної радіоелектроніки
- 2013 — нагороджена Грамотою Вінницького національного технічного університету з нагоди Дня університету за перемогу в конкурсі лекторської майстерності
- 2015 — нагороджена нагрудним знаком Міністерства освіти та науки України Відмінник освіти»
- 2018 — Почесною грамотою Національної академії педагогічних наук України за наполегливу плідну працю з упровадження інноваційних технологій в освітню та наукову діяльність
- 2018 — нагороджена грамотою Всеукраїнського проєкту «Я-Українка»
- 2018 — нагороджена орденом «Берегиня України» (Посвідчення № 093)
- 2021 — присвоєно Почесне звання «Заслужений працівник освіти»[1][2]
- 2024 — нагороджена Почесною грамотою від департаменту гуманітарної політики Вінницької обласної військової адміністрації[3].

## Наукова, педагогічна та навчально-методична робота
Віра Андріївна є автором понад 250 наукових праць, серед яких 6 монографій, 17 навчальних та навчально-методичних посібників, три  з грифом МОН України.
Науковий напрямок дослідження:
- Теорія і методика професійної освіти,
- Дослідження ймовірнісно-статистичних моделей.

Петрук В. А. стояла у витоків створення ігрових форм навчання вищої математики у технічних закладах вищої освіти. Фактично  має власну наукову школу з інноваційних методів навчання, керівник НДР "Формування базового рівня  професійної компетентності та мобільності у майбутніх фахівців з вищою технічною освітою". Під керівництвом Віри Андріївни захищено 9 кандидатських та 2 докторських дисертації. Член спеціалізованих учених рад із захисту докторських дисертацій з педагогіки.

## Наукові публікації
Монографії:
1. Адаптація першокурсників до навчання у вищих технічних закладах освіти : монографія / В. Ю. Лєсовий, В. А. Петрук. – Вінниця : ВНТУ, 2017. – 129 с.
2. Інноваційні технології в освітньому процесі : монографія / І. В. Хом’юк, В. А. Петрук, О. А. Голюк, В. В. Хом’юк. – Вінниця : ВНТУ, 2020. – 88 с.
3. Теоретико-методичні засади формування професійної компетентності майбутніх фахівців технічних спеціальностей у процесі вивчення фундаментальних дисциплін : монографія / В. А. Петрук. - Вінниця : ВНТУ, 2006. - 292 с.
4. Формування базового рівня професійної компетентності у майбутніх фахівців технічних спеціальностей засобами інтерактивних технологій : монографія / В. А. Петрук. - Вінниця : ВНТУ, 2011. - 285 с.
5. Формування когнітивно-творчої компетенції майбутніх фахівців технічного профілю в процесі навчання вищої математики [Електронний ресурс] : монографія / О. П. Прозор, В. А. Петрук. – Електронні текстові дані (1 файл (PDF) : 539.5 Кбайт). - Вінниця : ВНТУ, 2015. - Один електрон. опт диск (CD-ROM) ; 12 см. - Назва з тит. екрана. - ISBN 978-966-641-613-4. 
6. Формування умінь самостійної роботи у майбутніх інженерів засобами ігрових форм : монографія / І. В. Хом'юк, В. А. Петрук. – Вінниця: УНІВЕРСУМ – Вінниця, 2004. – 185 с.

Навчальні посібники
1. Вища математика з прикладними задачами. Ч. 1 : навчальний посібник / В. А. Петрук, О. П. Прозор. – Вінниця : ВНТУ, 2018. – 171 с.
2. Вища математика з комп’ютерною підтримкою. Рівняння математичної фізики : навчальний посібник МОН України / В. А. Петрук, М.Б. Ковальчук. Н. В. Сачанюк-Кавецька / Вінниця : ВНТУ, 2012. - 157 с.
3. Вища математика з прикладними задачами для ігрових занять : навчальний посібник МОН України / В. А. Петрук. -  Вінниця : Універсум-Вінниця, 2006. - 129 с.
4. Інноваційні технології навчання у процесі розвитку самоосвітньої компетентності студентів технічних ЗВО : навчально-методичний посібник [Електронний ресурс] / В. А. Петрук, О. В. Гречановська, Ю. Г. Сабадош / Вінниця : ВНТУ, 2022 - 69 с. 
5. Інтерактивні технології навчання вищої математики студентів технічних ВНЗ : навчальний посібник / В. А. Петрук, І. В. Хом’юк, В. В. Хом’юк / Вінниця : ВНТУ, 2012. – 93 с.
6. Збірник завдань з вищої математики. Ч. І : навчальний посібник / В. А. Петрук, Г. Г. Кашканова, І. В. Хом'юк. – Вінниця : ВДТУ, 2001. – 110 с.
7. Збірник завдань з вищої математики. Ч. ІІ : навчальний посібник / В. А. Петрук, І. В. Хом'юк, В. В. Хом'юк. – Вінниця : ВДТУ, 2001. – 118 с.
8. Збірник індивідуальних завдань з вищої математики "диференціальні рівняння". Ч. 5 : навчальний посібник / В. А. Петрук, Л. І. Педорченко, В. С. Петрунін. - Вінниця : Універсум-Вінниця, 2005. - 121 с.
9. Ймовірнісно-статистичні моделі та статистична оцінка рішень : навчальний посібник МОН України / В. А. Петрук, Г. Г. Кашканова. - Вінниця : Універсум-Вінниця, 2006. - 131 с.

## Хобі
- Автолюбитель